# Мирзаи, Али
Али Мирзаи (перс. علی میرزایی‎, 28 января 1929 — 18 июля 2020) — иранский тяжелоатлет, призёр чемпионатов мира, Олимпийских и Азиатских игр.
Родился в 1929 году в Тегеране. В 1951 году завоевал серебряные медали чемпионата мира и Азиатских игр. В 1952 году принял участие в Олимпийских играх в Хельсинки, где стал обладателем бронзовой медали. В 1954 году стал бронзовым призёром чемпионата мира.